# كلود غاسبارد باشي دي ميزيرياك
كلود غاسبارد باشي دي ميزيرياك (بالفرنسية: Claude-Gaspard Bachet de Méziriac)‏ هو عالم رياضيات فرنسي، وعالم لغة وشاعر. ولد في بورغ أون بريس.
أشهر مؤلفاته كتاب في التسالي الرياضية بعنوان Problèmes plaisans et délectables qui se font par les nombres (مسائل ممتعة وطريفة يمكن تشكيلها بالأعداد) والذي كانت طبعته الأولى بليون سنة 1612 ثم تمت طباعته مرة ثانية سنة 1624. كتب مخطوطة تحت عنوان Éléments arithmétiques (عناصر حسابية) وترجم إلى اللاتينية كتاب Arithmetica (الحساب) لديوفانتوس وقد نشرت هذه الترجمة سنة 1621.
كان من الكتاب الأوائل الذين ناقشوا حل المعادلات غير المحددة بواسطة الكسور المستمرة، كما اشتغل بنظرية الأعداد ووجد طريقة لإنشاء المربعات السحرية. تتضمن الطبعة الثانية لكتابه Problèmes plaisants et délectables أول برهان معروف لمبرهنة بوزو
عاش حياة هنيئة وتزوج، سنة 1621، من فيليبيرت دي شابو
انتخب عضوا في الأكاديمية الفرنسية عام 1635.

## روابط خارجية
- كلود غاسبارد باشي دي ميزيرياك على موقع الموسوعة البريطانية (الإنجليزية)